# Pommern (Schiff, 1940)
Die Pommern war ein ehemaliges französisches Kühlschiff, das von der deutschen Kriegsmarine im Dezember 1942 beschlagnahmt und danach zuerst als sogenanntes „Schnelles Geleitboot“, dann von April 1943 bis zu seiner Versenkung im Oktober 1943 als Minenschiff eingesetzt wurde.

## KühlschiffBelain d’Esnambuc
Das Schiff lief 1939 auf der Werft Framnæs Mekaniske Værksted in Sandefjord (Norwegen) mit der Baunummer 124 und dem Namen Jasmin für die Jasmin Operating Co. des norwegischen Reeders Anders Jahre vom Stapel. Es war 102,7 m lang (96,5 m in der Wasserlinie) und 14,1 m breit, hatte 4,9 m Tiefgang und war mit 2956 BRT vermessen. 6-Zylinder-Dieselmotor von Sulzer mit 3650 PS und eine Schraube ermöglichten eine Höchstgeschwindigkeit von 17 Knoten. Das Schiff sollte im Bananentransport von Panama nach Europa eingesetzt werden.
Wegen des Kriegsausbruchs im September 1939 kaufte die französische Regierung, die ihre nationale Handelsflotte unter Kriegsbedingungen für unzureichend hielt, das Schiff noch auf der Helling. Das nun in Belain d’Esnambuc umbenannte Schiff wurde am 18. Februar 1940 in Le Havre ausgeliefert und der Compagnie Générale Transatlantique zur Bereederung zugewiesen. Ab Juni 1940 verkehrte das Schiff zwischen Südfrankreich, Nordafrika und der Karibik.

## MinenschiffPommern
Nach der Besetzung Südfrankreichs durch die Wehrmacht wurde die Belain d’Esnambuc am 16. Dezember 1942, im Rahmen des Laval-Kaufmann-Abkommens, in Marseille von der Mittelmeer-Reederei in Besitz genommen und in Flora I umbenannt. Sie wurde dann jedoch von der Kriegsmarine requiriert, zum sogenannten „Schnellen Geleitboot“ umgebaut und am 23. Februar 1943 mit der Bezeichnung SG 7 in Dienst gestellt. Dann wurde entschieden, sie als Minenschiff auszurüsten. Der Umbau erfolgte in La Ciotat. Das Schiff wurde mit drei 10,5-cm-Geschützen, drei 3,7-cm-Flak, sechzehn 20-mm-Flak und sechs Wasserbombenwerfern bewaffnet. Es konnte bis zu 195 EMC/EMF-Minen oder 204 UMB-Minen aufnehmen.
Das Schiff wurde in Pommern umbenannt und schon am 22. April, zusammen mit dem ebenfalls in Marseille erbeuteten und umgerüsteten Minenschiff Brandenburg zum Legen von Minensperren im Seebereich südwestlich von Sardinien in der Minenschiffgruppe Westitalien eingesetzt. Kommandant wurde Kapitänleutnant der Reserve E. Heydemann. In den folgenden Monaten war die Pommern, meist gemeinsam mit der Brandenburg, an zahlreichen Minenunternehmen an der Küste Sardiniens, im Golf von Gaeta, im Golf von Salerno und in der Straße von Bonifacio beteiligt.
Am 9. September 1943, dem Tag nach der Bekanntgabe des italienischen Waffenstillstands, trafen die Pommern und die Brandenburg bei Castiglioncello südlich von Livorno auf den italienischen Hilfskreuzer Piero Foscari und den Frachter Valverde. Sie griffen die beiden Schiffe an, die gleichzeitig von der Landseite von deutscher Heeresartillerie beschossen wurden. Beide italienischen Schiffe mussten auf Strand gesetzt werden. Die zwei Minenschiffe fuhren weiter nach Norden, noch immer von Heeresartillerie auf Selbstfahrlafetten unterstützt, und eroberten den italienischen Minenleger Buffoluto nach einem Artillerieduell.
Am Morgen des 5. Oktober 1943 lief die Pommern, auf dem Marsch zu einer Sperrunternehmung nördlich von Cap Corse, mit einer Ladung Minen an Bord im Ligurischen Meer südöstlich von San Remo auf der Position 43° 47′ 0″ N, 7° 51′ 0″ O in einem alten und ihrem Kommandanten offenbar unbekannten italienischen Minenfeld auf eine Mine und sank. 20 Mann ihrer Besatzung kamen dabei ums Leben.